# Asako Toki
Asako Toki (japanska Toki Asako, 土岐麻子), född 22 mars 1976 i Tokyo, Japan, är en japansk pop- och jazzsångerska. Mellan 1997 och 2003 var hon sångerska i popbandet Cymbals.

## Diskografi som soloartist
- Standards (2004)
- Standards on the Sofa (2004)
- Debut (2004)
- Standards Gift (2005)
- Live at Village Vanguard (2005)
- Weekend Shuffle (2006)
- Talkin' (2007)
- Summerin' (2008)
- Touch (2009)